# 哈利勒·里法特帕夏
哈利勒·里法特帕夏（土耳其語：Halil Rıfat Paşa，1820年—1901年11月9日），是奥斯曼帝国立宪派政治家，1895年11月7日，他被苏丹阿卜杜勒-哈米德二世任命为大维齐尔，并一直任职至他去世为止。里法特帕夏任内曾爆发了希土战争，奥斯曼帝国最终取得了战争的胜利。